# 底波拉
底波拉（希伯來語：דְּבוֹרָה，羅馬化：Dvora，直译：「Dəḇôrā」，Deborah，意为蜜蜂）是古代希伯来人的第四任士师，也是唯一的一位女士师。底波拉率领希伯来人成功地反击迦南王耶宾及其军长西西拉的军队。她的故事记载在士师记的第4章和第5章。 

## 介绍
底波拉是拉比多（希伯來語：לפידות，意为“火炬”）的妻子。她常坐在以法莲山地的拉玛和伯特利之间的棕树下施行判断。（士师记 4:5）迦南王耶宾欺压以色列人二十年之久，底波拉召来巴拉迎战耶宾的军长西西拉。巴拉要求底波拉与他一同前去。士师记 4:9底波拉说，
|  | 我必与你同去，只是你在所行的路上得不着荣耀，因为耶和华要将西西拉交付在一个妇人手里。于是底波拉起来，与巴拉一同往基低斯去。 |

巴拉召集了一万名西布伦人和拿弗他利人，来对付西西拉的九百辆鐵車（士师记 4:10）。 
当西西拉的战车来到基顺河时，士师记 4:14：
|  | 底波拉对巴拉说，你起来，今日就是耶和华将西西拉交在你手里的日子。耶和华岂不在你前头行么？于是巴拉下了他泊山，跟随他的有一万人。 |

正如底波拉所预言的，以色列人大获全胜。西西拉在逃跑时被雅亿杀死。这次战役之后，这地获得40年的和平。（士师记 5:31）
士师记第5章记载了底波拉和巴拉在凯旋之日所唱的诗歌，可能作于前12世纪，也许是希伯来诗歌最早的范例。 
在流体力学中，有一个無因次量以她的名字命名为底波拉数。

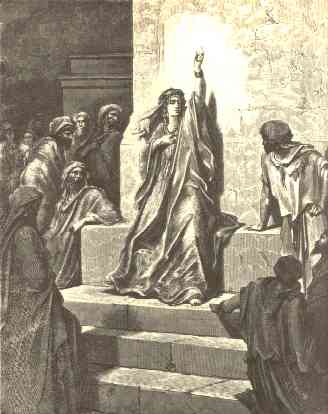